# كلود ماسي
كلود ماسي (بالإنجليزية: Claude Massey)‏ هو دبلوماسي أسترالي، ولد في 1 نوفمبر 1889 في ملبورن في أستراليا، وتوفي في 21 مايو 1968.